# Frederiksberg (stacja metra)
Frederiksberg – stacja metra w Kopenhadze, na linii M1 i linii M2. Zlokalizowana jest pomiędzy stacjami Fasanvej i Forum. Została otwarta 12 października 2003. Po ukończeniu w 2017 roku nowej linii M3 stacja stanie się węzłem przesiadkowym zapewniając przesiadkę pomiędzy nową a istniejącą linią metra.

## Historia
Stacja Frederiksberg została otwarta 17 października 1864, jako stacja pośrednia na głównej linii pomiędzy Kopenhagą i Roskilde.